# Dionysia kossinskyi
Dionysia kossinskyi là một loài thực vật có hoa trong họ Anh thảo. Loài này được Czerniak. mô tả khoa học đầu tiên năm 1927.